# Primera Guerra Macedònica
La Primera Guerra Macedònica va ser el primer dels tres conflictes militars que van enfrontar al Regne de Macedònia amb la República de Roma. La guerra va tenir lloc entre l'any 214 aC i el 205 aC. Es va iniciar per la necessitat del rei Filip V de Macedònia d'ocupar les costes d'Il·líria, que després de les guerres il·líries eren eren un protectorat romà, i per participar en la Segona Guerra Púnica en suport de Cartago contra Roma. Filip V va signar un tractat amb Hanníbal.
Filip V va fer la pau amb els etolis, va construir una flota i va intentar prendre el control d'Il·líria, per obtenir una base d'operacions que li permetessin de penetrar a Itàlia. Per tal d'evitar la unió de les forces macedòniques i púniques en sòl itàlic, la República Romana va impulsar una aliança entre la Lliga Etòlia, el Regne de Pèrgam i la mateixa República contra Filip V, forçant-lo a mantenir una estratègia defensiva. Mentrestant Escerdilaides, rei d'Il·líria, va declarar la guerra a Filip (217 aC), va capturar algunes naus macedònies i va fer una incursió fins a Macedònia on va ocupar algunes fortaleses frontereres, obligant a Filip, que era al Peloponnès, a tornar al seu país per defensar-lo. Filip va recuperar les fortaleses perdudes i va passar l'hivern equipant una flota per atacar Il·líria. Escerdilaides va demanar ajut a Roma, que lògicament estava ben disposada però en aquell moment no podia oferir cap ajut, ja que s'enfrontaven als cartaginesos d'Hanníbal. El 216 aC els romans van enviar deu naus, i només la seva presència va fer retirar a Filip de la mar Adriàtica, cap a Cefal·lènia. Com que l'ajut romà ja no va reaparèixer, Filip va poder ocupar la fortalesa de Lissus i diverses comarques il·líries.
L'any 213 aC Filip va ocupar la ciutat de Lissus, a la costa de l'Adriàtic, però mai els cartaginesos el van ajudar, ni amb naus ni amb tropes. A més, es va veure obligat a ajudar els seus aliats de la Lliga Aquea, que lluitaven contra els lacedemonis, Elis i Messene. Finalment, quan Àtal I, rei de Pèrgam, va portar la guerra a Tràcia, Filip V va creure que l'havia de derrotar. Els romans, que havien descuidat Grècia per tal de no enfrontar-se directament amb Filip, van signar un tractat amb Filip l'any 212 aC per fer la guerra als etolis.
Filip V va veure que les flotes combinades dels romans i de Pèrgam li tallaven l'accés al mar, i al principi va resistir amb èxit els atacs enemics al regne de Macedònia. L'any 209 aC l'atac dels dàrdans il·liris a Macedònia van posar en perill el regne. L'any 207 aC els etolis van fortificar el pas de les Termòpiles, però Filip va aconseguir forçar-lo en una batalla, on els va derrotar. L'any 206 aC els romans van obligar Filip a fer les paus, i 'any 205 aC, les parts van signar un acord, el Tractat de Pau de Fenice. El tractat estipulava la fi de les hostilitats entre la República Romana i el Regne de Macedònia, el reconeixement d'Il·líria com a territori macedònic, la renúncia de Macedònia d'auxiliar Cartago, i el control romà sobre algunes ciutats de la costa d'Il·líria. Posteriorment el Regne de Macedònia i la República Romana es van enfrontar en dues noves guerres, conflictes coneguts com les guerres macedòniques.